# Torneo Metropolitano 2005 (Uruguay)
El Torneo Metropolitano 2005 fue la competencia organizada por la FUBB que inició el abril de 2005 y tuvo su final el agosto de ese mismo año.
El torneo de la Segunda División del básquetbol uruguayo, en esta ocasión terminó con el ascenso a la Primera División de Tabaré (Campeón del torneo) y Goes (Vicecampeón), además de los descensos a Tercera de 25 de Agosto y Capitol.

## Sistema de disputa
El Metro 2005 se jugó a dos ruedas todos contra todos en el formato local-visitante y tras esto, el mejor posicionado de la tabla ascenderá a la LUB bajo el título de Campeón del Torneo Metropolitano 2005. El segundo ascenso se determinó en playoff. Se enfrentaron 2.º vs 5.º y 3.º vs. 4.º, disputándose la final entre los ganadores de estos cruces. Por otra parte al final de la temporada regular los dos equipos peor posicionados de la tabla descendieron a la DTA.

## Clubes participantes
| Club           | Posición Temporada Anterior     |
| -------------- | ------------------------------- |
| 25 de Agosto   | Cuartos de final.               |
| Ateneo         | 3.º en la rueda de permanencia. |
| Capitol        | 1.º en la rueda de permanencia. |
| Capurro        | Semifinalista.                  |
| Goes           | Descendió de la LUB             |
| Hebraica       | Ascendió de la DTA              |
| Larrañaga      | Cuartos de final.               |
| Las Bóvedas    | Ascendió de la DTA              |
| Nacional       | Semifinalista.                  |
| Olivol Mundial | 2.º en la rueda de permanencia. |
| Tabaré         | Descendió de la LUB             |
| Urunday        | Cuartos de final.               |
| Verdirrojo     | Cuartos de final.               |
| Yale           | 4.º en la rueda de permanencia. |

## Desarrollo

### Temporada regular
En esta temporada se definió: el campeón del torneo a quien se le otorga el primer ascenso, los cuatro equipos clasificados a play offs en busca del segundo ascenso y además los dos equipos que descienden.
| Posición | Club           | PG | PP | Ptos. |
| -------- | -------------- | -- | -- | ----- |
| 1.º      | Tabaré         | 21 | 5  | 47    |
| 2.º      | Capurro        | 20 | 6  | 46    |
| 3.º      | Urunday        | 16 | 10 | 42    |
| 4.º      | Goes           | 16 | 10 | 42    |
| 5.º      | Hebraica       | 15 | 11 | 41    |
| 6.º      | Ateneo         | 14 | 12 | 40    |
| 7.º      | Larrañaga      | 14 | 12 | 40    |
| 8.º      | Verdirojo      | 11 | 15 | 37    |
| 9.º      | Yale           | 10 | 16 | 36    |
| 10.º     | Las Bóvedas    | 10 | 16 | 36    |
| 11.º     | Olivol Mundial | 10 | 16 | 36    |
| 12.º     | Nacional       | 10 | 16 | 36    |
| 13.º     | 25 de Agosto   | 9  | 17 | 35    |
| 14.º     | Capitol*       | 6  | 20 | 31    |

- Capitol fue sancionado con la pérdida de un punto.

|  | Campeón del Metropolitano.                    |
|  | Equipos clasificados a los Play Offs.         |
|  | Desciende a la Divisional Tercera en Ascenso. |

| Campeón del Torneo Metropolitano 2005 |
| ------------------------------------- |
| Tabaré Ascenso a LUB                  |

### Play Offs
Se jugaron al mejor de tres.
|  | Semifinales | Semifinales | Semifinales |      |   | Final   | Final | Final |  |
|  |             |             |             |      |   |         |       |       |  |
|  |             |             |             |      |   |         |       |       |  |
|  | 2           | Capurro     | 2           |      |   |         |       |       |  |
|  | 2           | Capurro     | 2           |      |   |         |       |       |  |
|  | 5           | Hebraica    | 1           |      |   |         |       |       |  |
|  | 5           | Hebraica    | 1           |      | 2 | Capurro | 1     |       |  |
|  |             |             |             |      | 2 | Capurro | 1     |       |  |
|  |             |             | 4           | Goes | 2 |         |       |       |  |
|  | 3           | Urunday     | 4           | Goes | 2 | 0       |       |       |  |
|  | 3           | Urunday     |             |      |   | 0       |       |       |  |
|  | 4           | Goes        | 2           |      |   |         |       |       |  |
|  | 4           | Goes        | 2           |      |   |         |       |       |  |
|  |             |             |             |      |   |         |       |       |  |

| Vicecampeón del Torneo Metropolitano 2005 |
| ----------------------------------------- |
| Goes Ascenso a LUB                        |